# 泸县站
泸县站是绵泸高速铁路内泸段的车站，位于四川省泸州市泸县城西新区西北部通塘村，邻近247乡道。泸县站于2021年6月28日正式投入运营，建设规模为6000平方米，站房按照进站线路2台4线布置，能容纳3000人左右的客流聚集量。同时，泸县站还将配套建汽车客运站及轻轨4号线停靠站，规划约1.1公里左右的快速通道连接泸县主城区。